# Глазничные борозды
Глазничные борозды (лат. sulci orbitales) — борозды на базальной (нижней) поверхности полушарий в лобной доле конечного мозга.
Снаружи от обонятельной борозды нижняя поверхность лобной доли покрыта изменчивыми по своей форме бороздками, которые чаще всего образуют сочетание в виде буквы «Н» и обозначаются как глазничные (или орбитальные) борозды. Поперечную борозду, обычно образующую перекладину буквы «Н», некоторые авторы называют поперечной глазничной (орбитальной) бороздой (лат. sulcus orbitalis transversus), а отходящие от нее продольные бороздки — латеральной и медиальной глазничными (орбитальными) бороздами (лат. sulci orbitales lateralis et medialis). Между глазничными бороздами располагаются четыре глазничные извилины.

## Морфология и клиническое значение
Количество, форма и рисунок глазничных борозд варьируется у разных людей. Медиальная, латеральная и поперечная глазничные борозды формируют рисунок, напоминающий очертаниями букву «H», «X» или «K». Эти борозды разделяют орбитофронтальную кору на четыре главные извилины: медиальную, латеральную, переднюю и заднюю глазничную (орбитальную) извилину. Есть три основных типа рисунка глазничных борозд, наблюдаемые у людей и у макак; более сложные рисунки наблюдаются только у людей и они связаны с наличием дополнительных глазничных борозд.
У пациентов с шизофренией и шизотипическим расстройством обнаружено значительно меньшее число глазничных борозд по сравнению с контрольной группой здоровых людей.

## Дополнительные изображения

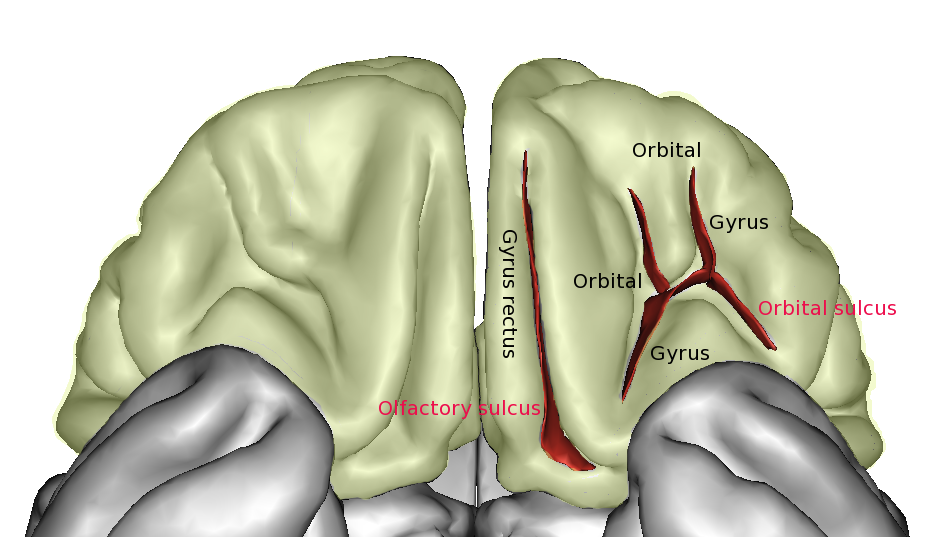
Нижняя проекция лобной доли
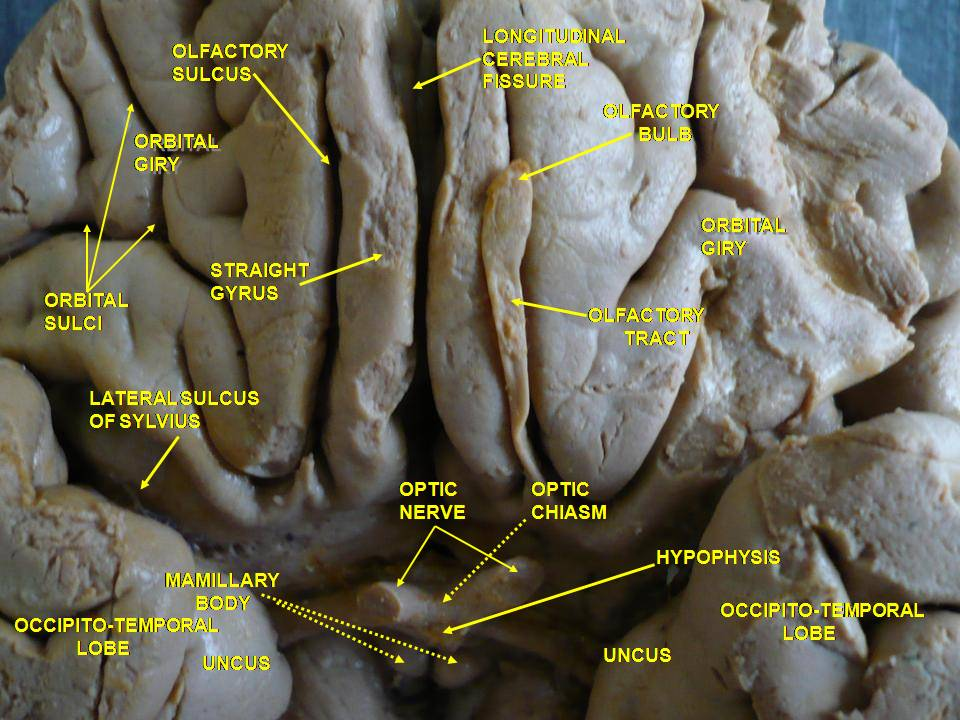
Нижняя проекция мозга